# Ludwig Skell
Ludwig Skell (auch: Sckell) (* 1842 in Obergünzburg; † 31. März 1905 in München) war ein deutscher  Landschafts-, Genre-, Porträt- und Karikaturenmaler sowie Lithograf. Er war Angehöriger der Maler- und Gärtnerfamilie Sckell und ist nicht identisch mit dem Maler Ludwig Sckell (1833–1912).

## Leben

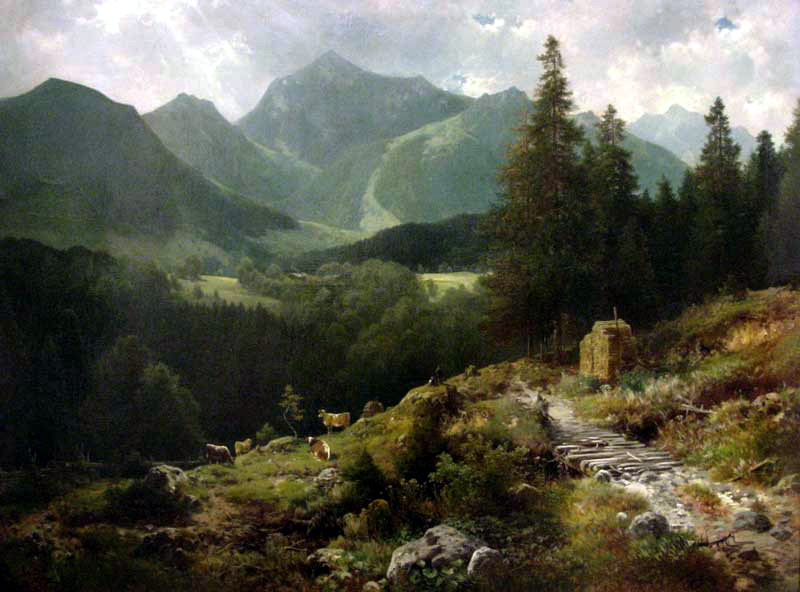
Ludwig Skell (1842–1905), Voralpenlandschaft

Skell war der Sohn eines Revierförsters. Er schrieb sich am 24. Oktober 1859 (laut Matrikelbuch im Alter von 20 Jahren) für die Antikenklasse an der Akademie der Bildenden Künste München ein. Er ließ sich dauerhaft in München nieder. Neben der Genremalerei schuf er Porträts und Landschaftsbilder oder Illustrationen zu Märchen und Balladen. Es sind zudem einige Lithographien von ihm bekannt.
Werke (Auswahl)
- Landschaft mit Schloss Seefeld am Ammersee. (Bleistiftzeichnung)
- Ein Bauernjunge mit seinem Mädchen unter einem Baume sitzend. (Bleistiftzeichnung)
- Erlkönig nach Göthe’s Ballade. (Bleistiftzeichnung)
- Ein Minnesänger mit seinem Liebchen unter einem Baume. (Bleistiftzeichnung)
- Das Maifest der Künstler auf der Rottmannshöhe im Juni 1858. (Bleistiftzeichnung)
- Tanzvergnügen im Walde in der Gegend von Miesbach. (Federzeichnung)
- Das Märchen vom Schneewittchen und den sieben Zwergen. (1875 Aquarelle)
- Illustrierter Speisezettel für ein Volksfest in Thüringen; oben der Wirth zum Dr. Martin Luther unter seiner Hausthür (Lithografie)
- Anfangsgründe zur Landschafts-Zeichnenschule. Entworfen und lithographirt von L. Skell. Heft 1, 2, München 1869.

Porträts
- Kaspar Braun, Redakteur und Begründer der Fliegenden Blätter. (4. Federzeichnung)
- Heinrich Bürkel, bayerischer Tier- und Landschaftsmaler (Brustbild, 4 Federzeichnungen)